# Кругляк, Юрий Алексеевич
Ю́рий Алексе́евич Кругля́к (14 февраля 1937, Харьков — 22 февраля 2020) — советский и украинский учёный в области квантовой химии, один из основателей школы квантовой химии в УССР. Доктор химических наук (1969).

## Биография
Родился 14 февраля 1937 г. в Харькове. В 1959 году окончил обучение на кафедрах теоретической физики и физической химии Харьковского государственного университета, в котором продолжил подготовку в аспирантуре.
В 1960-1961 годах стажировался в Компьютерном центре Технологического института Кейса (Кливленд, США). В 1963 году защитил кандидатскую диссертацию «Изучение сольватации протона и ионов металлов I и II групп элементов Периодической системы на основе квантовой механики» и в этом же году возглавил созданную им лабораторию квантовой химии в Институте физической химии имени Л. В. Писаржевского АН УССР (Киев). Темой докторской диссертации, которую он защитил в 1969 году, были «Исследования в теории сопряжённых систем в парамагнитных состояниях».
В 1971 году был переведён в Институт теоретической физики АН УССР, в котором создал и возглавлял до 1979 г. отдел квантовой механики молекул.
На протяжении 1961—1979 годов Ю. А. Кругляк совместно со своими сотрудниками и коллегами создал первый в СССР пакет компьютерных алгоритмов и программ, обеспечили быстрое развитие квантовой химии и квантовой биологии в УССР. В частности, Ю. А. Кругляком был разработан метод конфигурационного взаимодействия в представлении вторичного квантования, что позволило получить точные решения для модельных гамильтонианов сопряжённых систем. Ю. А. Кругляк и М. Д. Долгушин создали первую в СССР компьютерную программу для численного решения молекулярного уравнения Шрёдингера из первых принципов. В 1967 и 1969 годах разработанные Ю. А. Кругляком или при его поддержке методы и алгоритмы решения уравнения Шрёдингера для атомов и молекул были опубликованы в двух коллективных монографиях, которые вышли в свет в издательстве «Научная мысль» под эгидой Института физической химии и Института кибернетики Академии наук УССР.
В 1979 году, после переезда в Одессу, Ю. Кругляк активно привлекался к педагогической работе. В 1979—1981 годах — он старший научный сотрудник Физико-химического института АН УССР, одновременно профессор кафедры органической химии Одесского государственного университета имени И. И. Мечникова. В 1981—1989 годах — профессор кафедры физики Одесского технологического института имени М. В. Ломоносова. В 1989 году в Одесском государственном университете имени И. И. Мечникова создал кафедру молекулярной электроники, которую возглавлял до 1998 г. В этом же году занимает должность профессора кафедры информационных технологий Одесского государственного экологического университета, на которой работает до сих пор.
Ю. Кругляк подготовил 7 докторов и 14 кандидатов наук, является автором более 300 научных статей, в том числе и в международных журналах, и 8 монографий.
В 1994 году Ю. Кругляк был избран действительным членом Академии наук высшей школы Украины по Физико-техническому отделению, после реорганизации Академии — действительный член по Отделению физики и астрономии. Он — лауреат Международной Соросовской программы поддержки в области естественных наук. Неоднократно приглашался для чтения лекций в ведущие университеты Европы и США.
Ю. Кругляк является действительным членом Украинского физического общества и членом-основателем Международного общества молекулярной электроники и биокомпьютинга (США).